# Dogenporträts im Dogenpalast

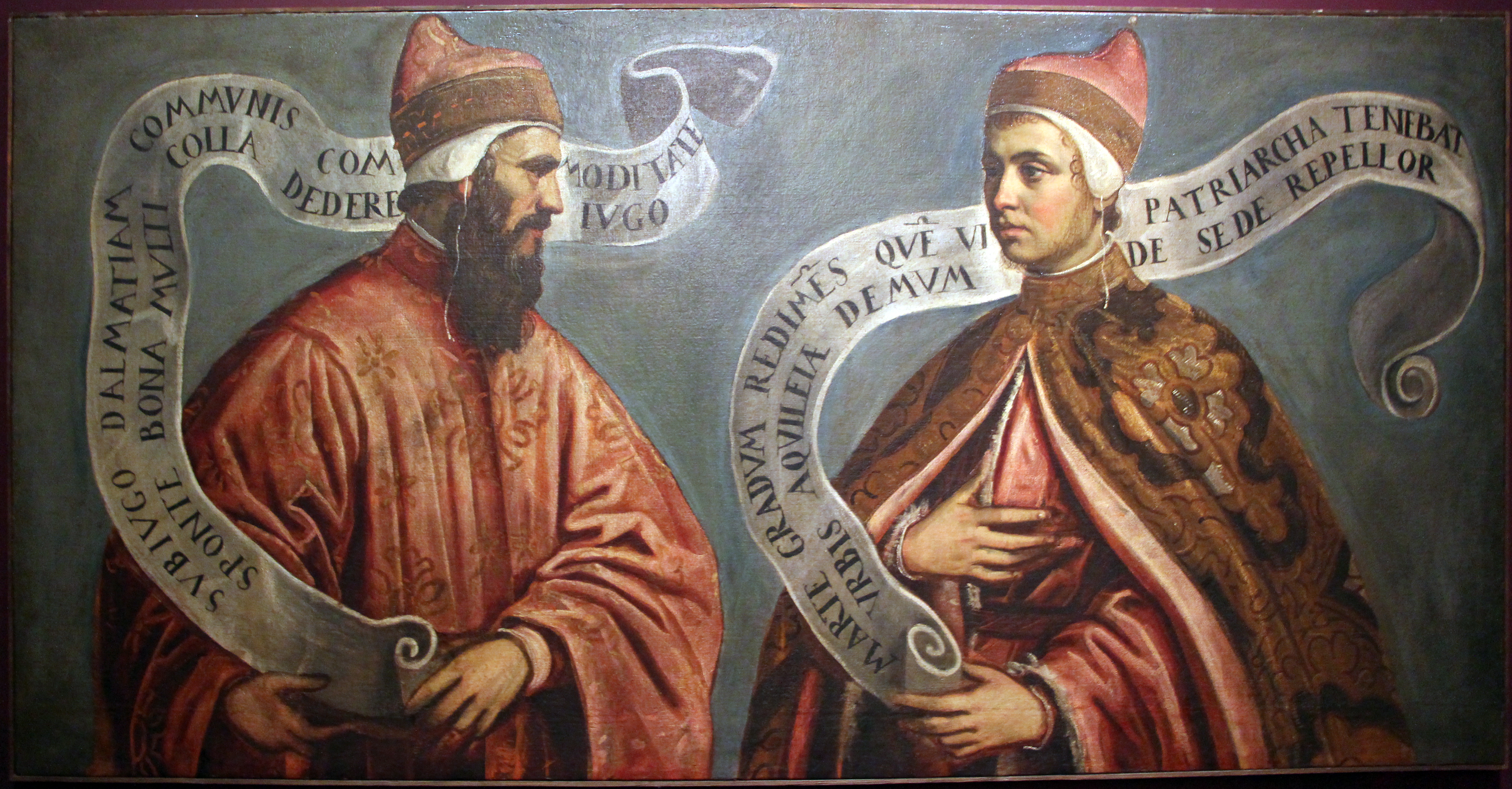
Eines der 38 Doppel-Dogenporträts im Saal des Großen Rates von Domenico Tintoretto, hier Pietro II. Orseolo und sein Sohn Ottone Orseolo (II.)

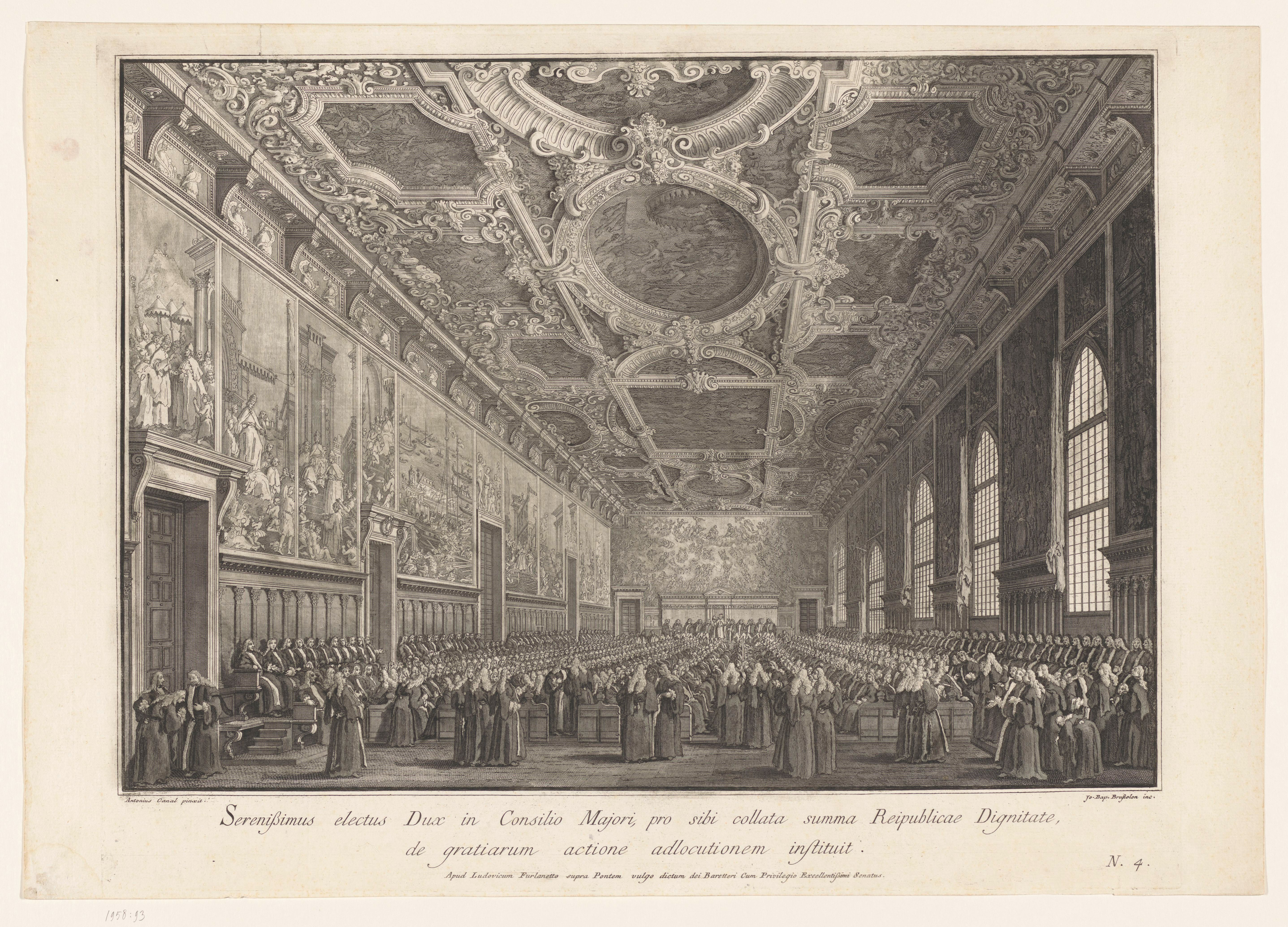
Giovanni Battista Brustoloni: Serenißimus electus Dux in Consilio Majori, pro sibi collata summa Reipublicae Dignitate / de gratiarum actione adlocutionem instituit, Gemälde von 1766 nach Canaletto, Rijksmuseum

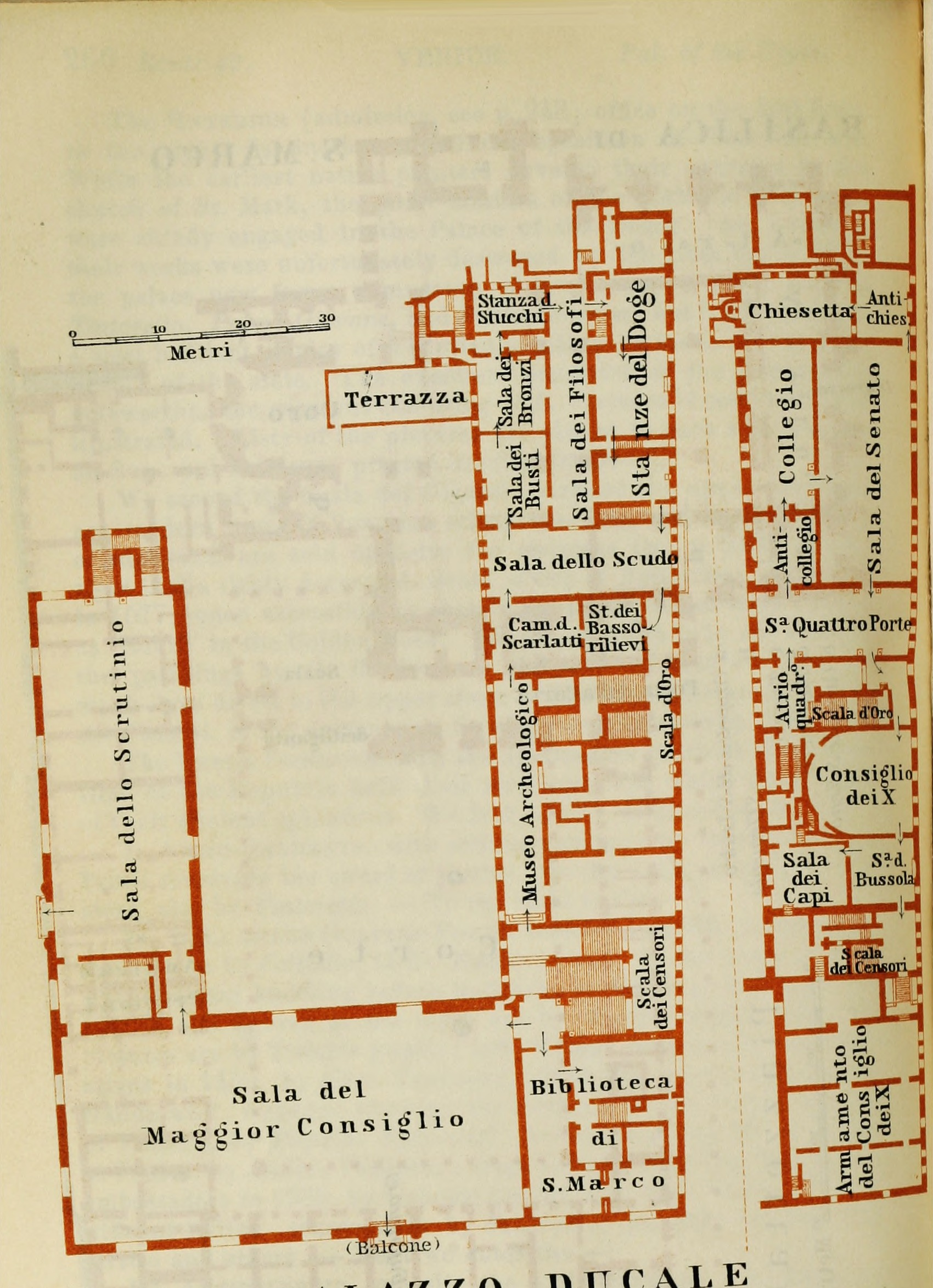
Grundriss des Dogenpalasts mit den beiden Sälen (links), in denen sich die Dogenporträts befinden

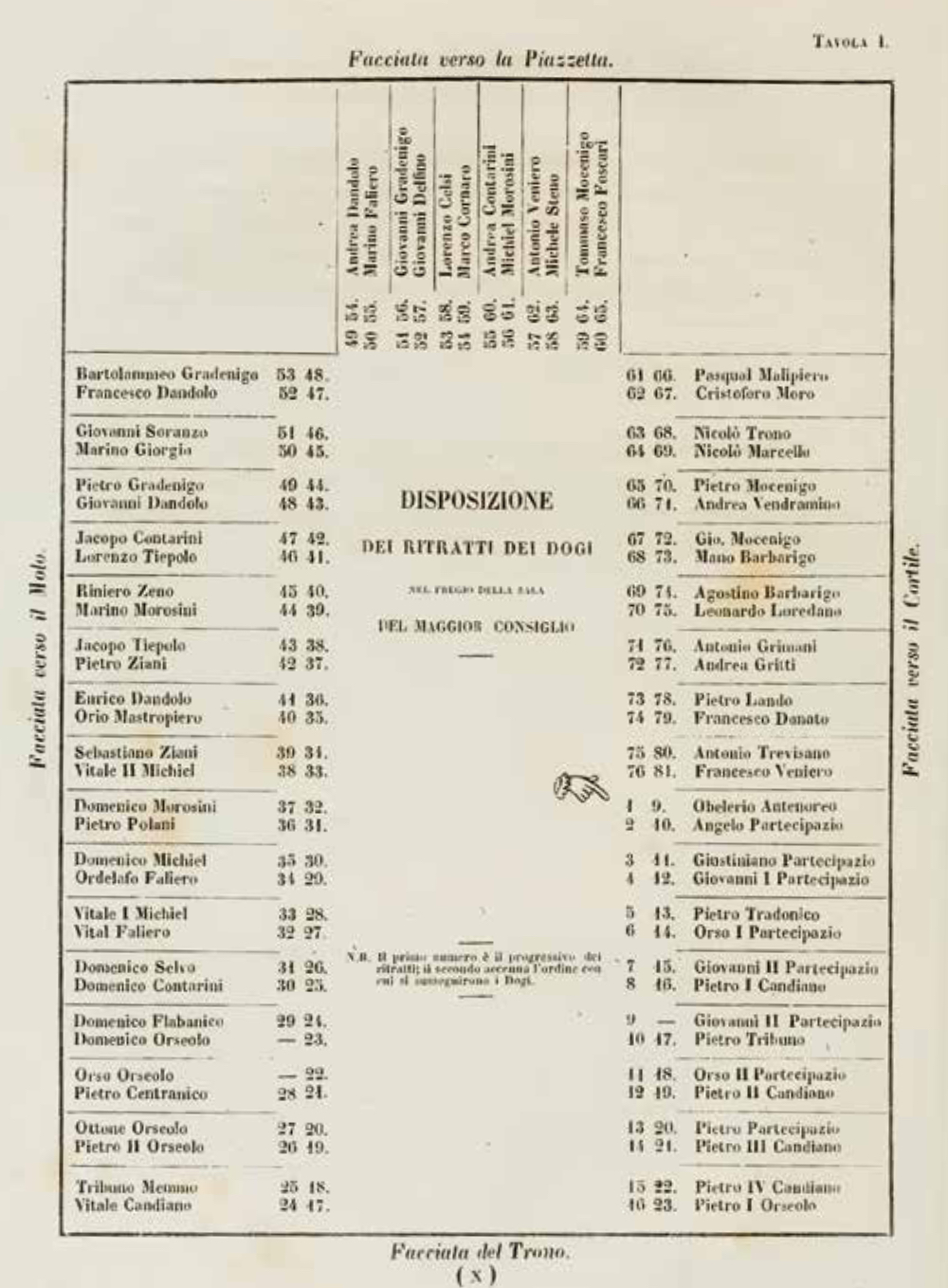
Die Anordnung der Dogenporträts im Saal des Großen Rates

Bei den 115 Dogenporträts im Dogenpalast, die auch Sprechende Porträts (ritratti parlanti) genannt werden, handelt es sich um Darstellungen der Dogen Venedigs der Zeit zwischen nach 800 und 1797. Sie entstanden zwischen dem 14. und dem frühen 19. Jahrhundert. Die älteren von ihnen mussten nach einem Brand im Dogenpalast im Jahr 1577 ersetzt werden. Als „sprechend“ werden sie bezeichnet, weil alle mit je einem Spruchband ausgestattet sind, überwiegend in der Ich-Form geschrieben. Diese fassen prägnant die Bedeutung des jeweiligen Herrschers, bzw. Repräsentanten Venedigs zusammen. 76 von ihnen wurden ab dem 14. Jahrhundert im Saal des Großen Rates (Sala del Maggior Consiglio) und ab Mitte des 16. Jahrhunderts die übrigen Gemälde in der Sala dello Scrutinio angebracht.

## Serie ab dem 14. Jahrhundert
Dort wurde erstmals auf Wunsch des Dogen Marco Corner eine Serie angefertigt, wie Marin Sanudo berichtet. Ähnlich berichtet der Verfasser einer Chronik, die Donato Contarini zugeschrieben wird. Offenbar erfolgte die Ausführung recht zügig, denn 1366 wurde das Porträt des Marino Falier, das offenbar bereits vollendet war, wegen des Hochverrats von 1355 wieder übermalt.
Heute existiert im Dogenpalast nur noch eine einzige Reihe, nämlich die Nachfolgerin der im 14. Jahrhundert angeordneten Porträtserie. Die Vielzahl der Dogen, die dort in Bildform festgehalten werden sollten, sprengte bald den Platz im Saal des Großen Rates. Als 1545 in diesem Saal nur noch drei Plätze frei waren, beschloss man, die Serie in der angrenzenden Sala dell Scrutinio fortzuführen. Die Werke sollten neben Tizian die Brüder Giovanni und Gentile Bellini ausführen.

## Zwei weitgehend verschollene Porträtserien im Dogenpalast
Offenbar war Corner nicht der erste, der Porträts seiner Amtsvorgänger anlegen ließ. So berichtet Marin Sanudo, dass ein Brand im Palast, der 1483 ausgebrochen war, die Bilder in einem besonderen Raum zerstört habe, der nach den Porträts den Namen ‚Saal der Dogen‘ trug: „una camera con tuti li Doxi depenti con li soi brievi, come è in Gran Conseio – et si chiamava la Camera d’i Doxi.“
Dieser ‚Saal der Dogen‘ mit seinen Gemälden analog zum Saal des Großen Rates barg nicht die einzige Serie von Dogenporträts. Francesco Sansovino erwähnt eine weitere Porträtserie in dem Gebäude, diesmal in der Sala del Consiglio dei XXV, im ‚Saal des Rates der XXV‘. Nach ihm hatte Lazaro Sebastiani die Porträts angefertigt. Laut Giulio Lorenzetti ist es wahrscheinlich, dass zwei Dogenporträts, die sich heute im Museo Correr befinden, und die Antonio Venier (1382–1400) und Michele Steno (1400–1413) darstellen, zu dieser Serie gehörten.

## Feuer von 1574 und 1577, Wiederherstellung
Nachdem 1574 ein Feuer die Säle der Pregadi (des Senats), des Collegio, des Anticollegio und der Cancelleria ducale ruiniert hatte, vernichtete ab dem 20. Dezember 1577 zwei Tage lang ein Feuer die Säle des Maggior Consiglio und dello Scrutinio. Daraufhin wurde beschlossen, die Säle möglichst exakt so wiederherzustellen, wie sie vor dem Brand ausgesehen hatten. Da es sich in den meisten Fällen nicht um Porträts handeln konnte, waren die lateinischen Spruchbänder von entscheidender propagandistischer Bedeutung.
Den Auftrag dazu erhielt Jacopo Tintoretto und seine Werkstatt. Die Ausführung sollte bei Domenico Tintoretto liegen. Ohne jeden veristischen Anspruch wurde in einem höfischen Stil große Einheitlichkeit angestrebt. Im Zentrum stand der Transport der etatistischen Ideologie des Staates, ebenso wie die wenig individuelle Darstellung der Dogen als bloße Repräsentanten der Republik Venedig.
Diejenigen Dogen, die später den Staat repräsentierten, malten andere Künstler, nämlich Pietro Muttoni (ca. 1605–1678), Joseph Heintz (1600–1678), Girolamo Forabosco (1605–1679), Pietro Liberi (1605–1687), Antonio Zanchi (1631–1722), Andrea Celesti (1637–1712), Sebastiano Bombelli (1635–1719), Louis Dorigny (1654–1742), Gregorio Lazzarini (1655–1730), Antonio Balestra (1666–1740), Girolamo Brusaferro (1679–1745), Francesco Fontebasso (1709–1769), Jacopo Guarana (1720–1808) und Girolamo Prepiani (1780–1820).
Die Porträts im Saal des Großen Rates beginnen mit Beatus (Beato Antenoreo) – lange für seinen Bruder Obelerio erklärt –, der für die Umsiedlung der Hauptstadt von Metamaucum nach Rialto gesorgt haben soll. Sie enden mit Francesco Venier (1554–1556). Die insgesamt 76 Porträts wurden immer paarweise angelegt, wobei man ausschließlich der zeitlichen Abfolge der zu dieser Zeit anerkannten Dogen folgte – die Paarungen sind also rein zufällig.
Die übrigen 39 Porträts entstanden in der Sala dello Scrutinio, beginnend mit Lorenzo Priuli (1556–1559) und endend mit den letzten Dogen Paolo Renier (1779–1789) und – angefertigt bereits unter den Österreichern – Ludovico Manin (1789–1797).

## Spruchbänder: Selbstbild des Staates und seiner Geschichte

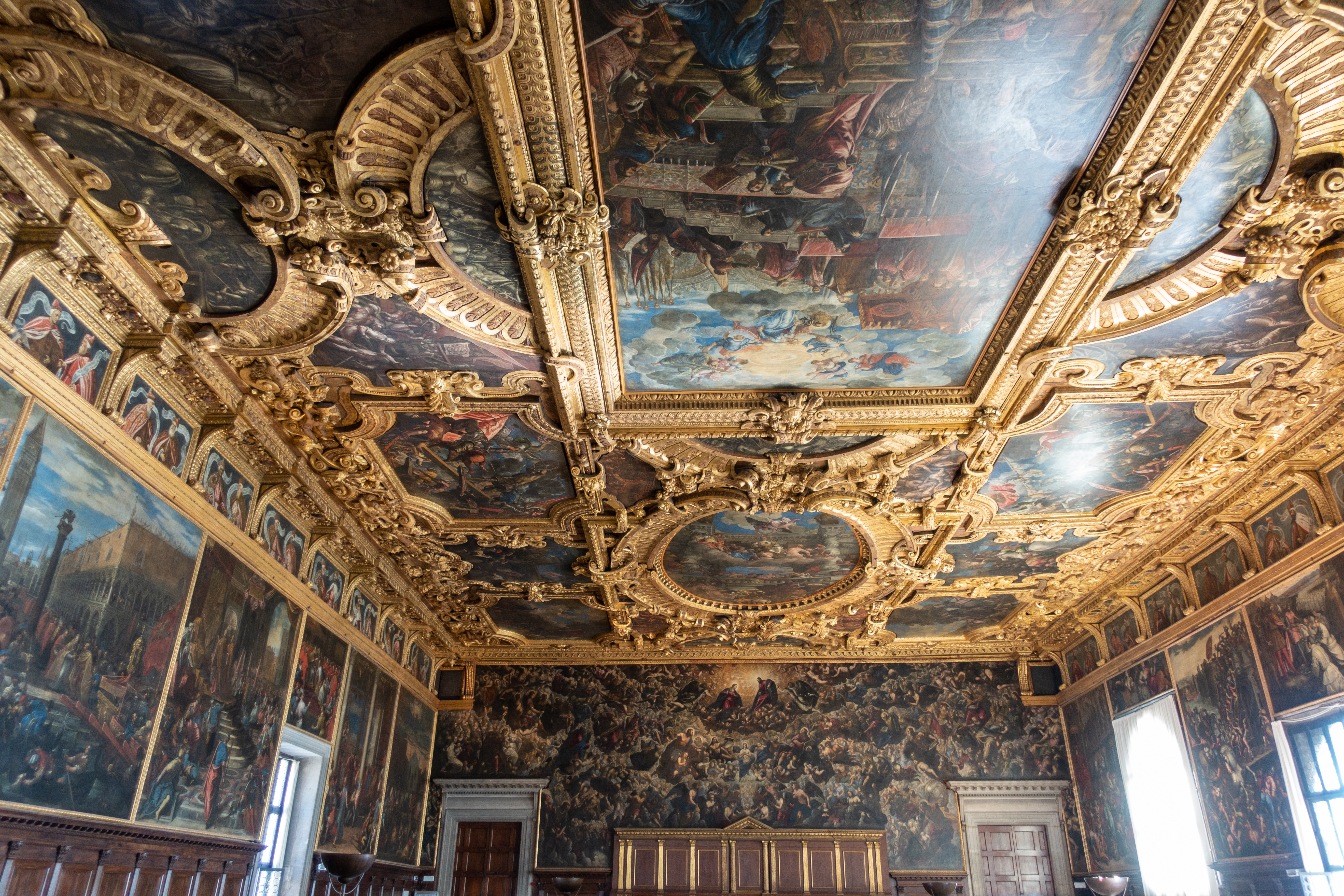
Teil der Decke im Saal des Großen Rates mit etwa 26 (sichtbaren) Dogenporträts

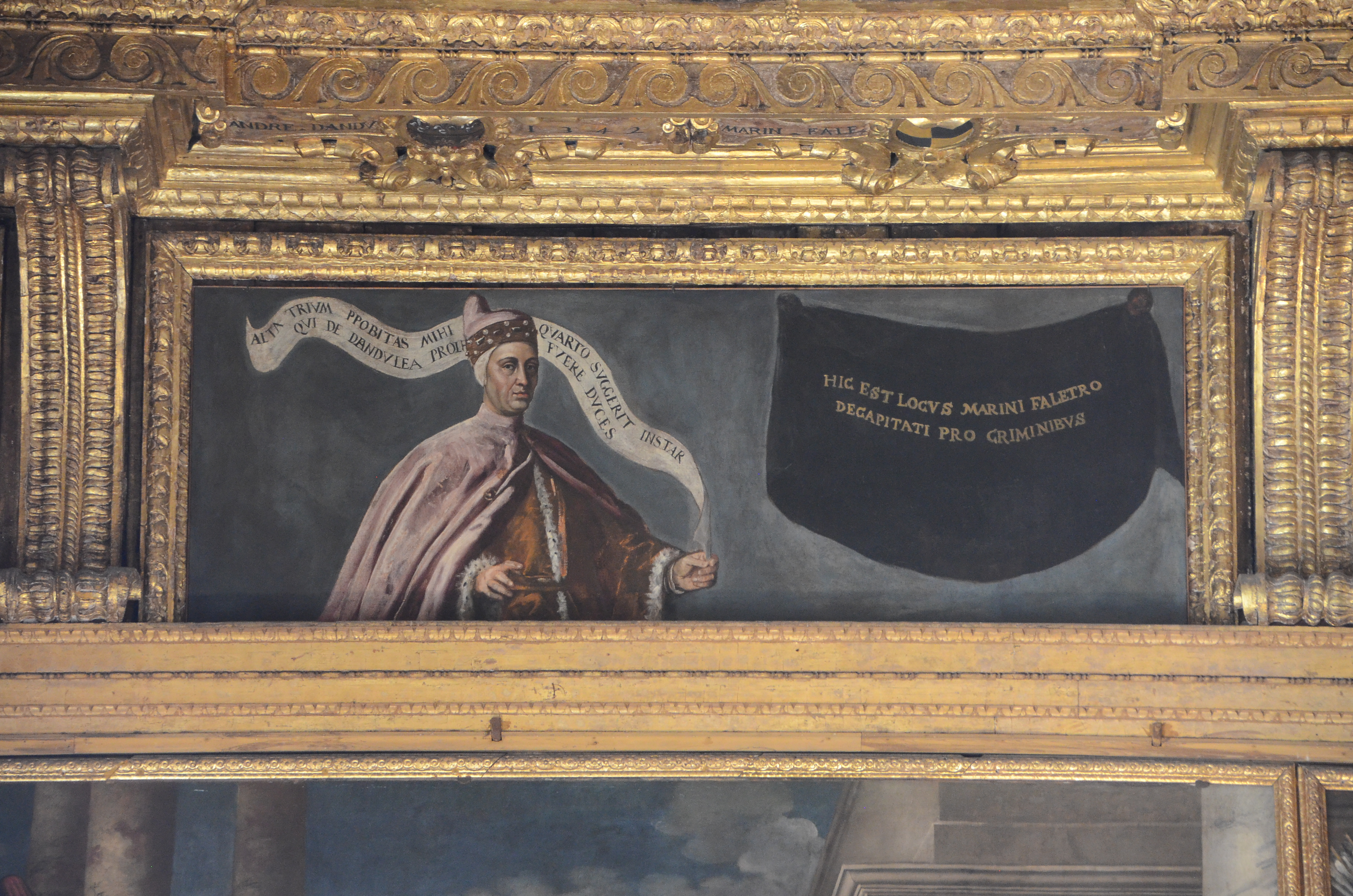
Andrea Dandolo und Marino Falier, letzterer schwarz übermalt mit der Inschrift: „Hic est locvs Marini Faletro decapitati pro criminibus“

Während sich die insgesamt 115 Porträts weder stilistisch noch als Individuen allzu sehr unterscheiden, stellen die Spruchbänder, die sie umflattern, die wesentlichen Aspekte der venezianischen Geschichte ab etwa 810 dar. Allerdings bieten die jüngsten Porträts kaum mehr derartige Hinweise.

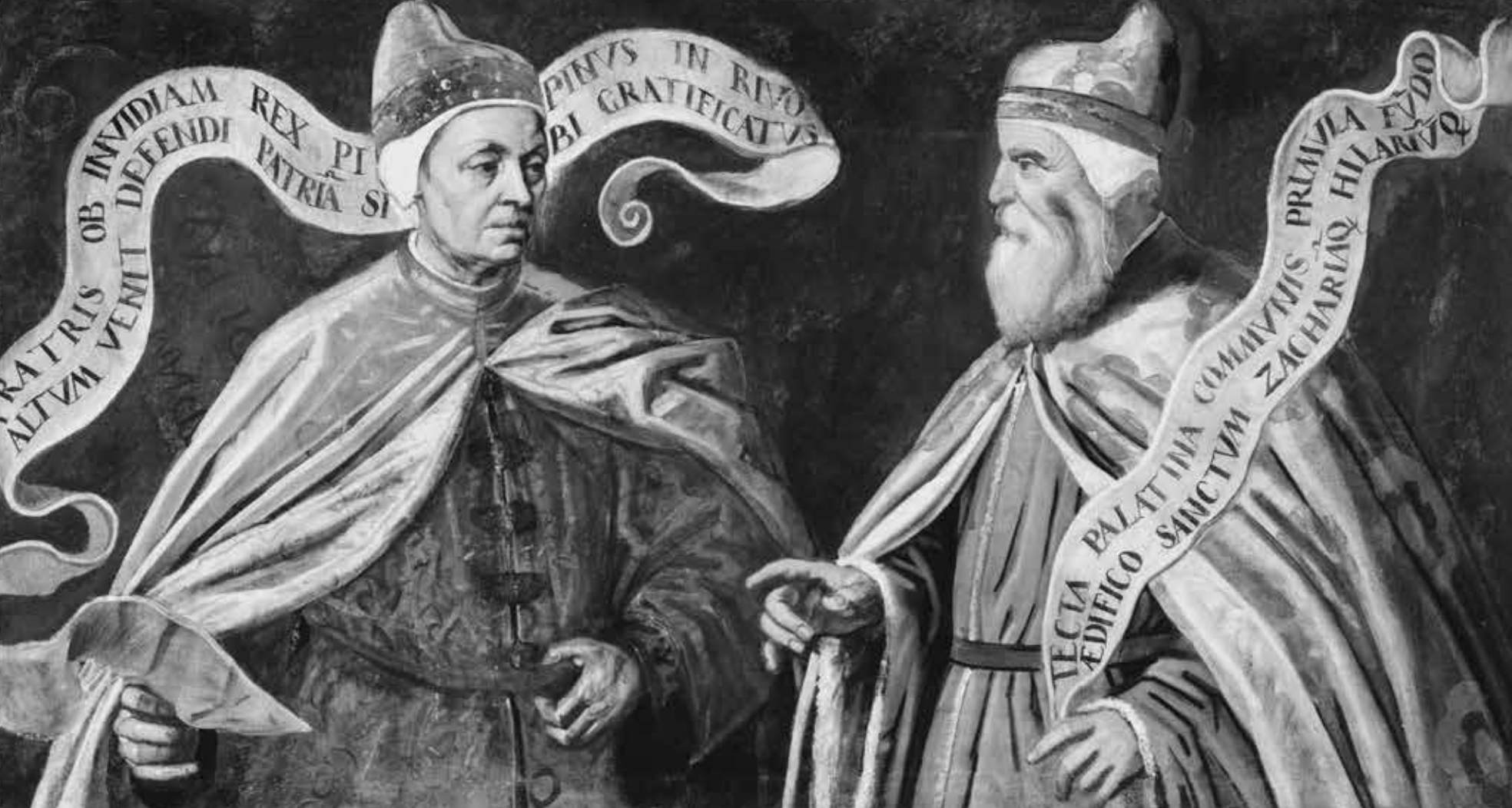
Domenico Tintoretto: Porträt der beiden Dogen Beatus und Agnello Particiaco

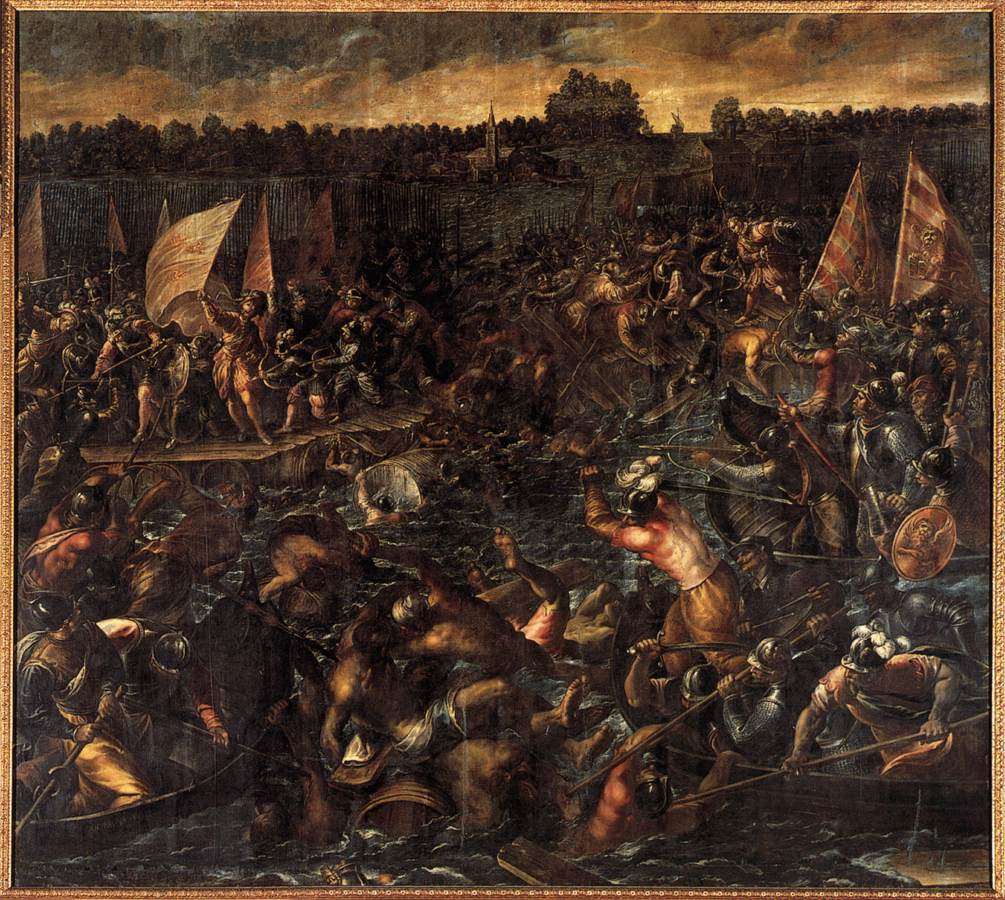
Auch in der Sala dello Scrutinio, wo sich die übrigen Dogenporträts befinden, erinnert ein Gemälde an den Angriff Pippins auf Venedig

Der einzige Doge, der nicht auf den ersten Blick zu identifizieren ist, ist gleich der erste in der Reihe. Heute lautet der Text seines Spruchbandes: „Fratris ob invidiam rex Pipinvs in Rivo altvm venit defendi patriam sibi gratificatvs“. Der Auffassung, dass es sich um den Mitdogen und Bruder des Obelerius, eben jenen Beatus handelt, waren bereits Marin Sanudo und Francesco Sansovino. Damit habe daran erinnert werden sollen, dass es der ältere Bruder Obelerius war, der es mit den Franken hielt, während es unter der Führung des mittleren der drei Brüder, nämlich Beatus, gelang, die Invasion unter dem Befehl des Sohnes Kaiser Karls des Großen abzuwehren, nämlich die König Pippins. Dies geschah im Zusammenhang mit dem Umzug des Herrschaftssitzes nach Rialto, und damit gleichsam der Gründung Venedigs. Pippin war es gelungen, wichtige Inseln in der Lagune zu erobern, darunter die alte Hauptstadt Metamaucum, jedoch soll er an Rialto gescheitert sein. Ähnlich wie die Eroberung Roms durch die Kelten, dessen Kapitol den Belagerern standhielt, so habe auch Rialto erfolgreich Widerstand geleistet. Venedig, so die Deutung, gelang es aus eigener Kraft nicht nur die byzantinischen Kaiser zu besiegen, wie spätestens 1204 unter Enrico Dandolo, sondern bereits vier Jahrhunderte zuvor auch den fränkischen Kaiser.
Leibniz war nicht der Erste, der die eigenartige sprachliche Form erkannte, und der sie als „barbarum quidem et obscurum, sed ob antiquitatem non spernendum“ erkannte. Die grammatikalische Unsicherheit des Schreibers zeigt sich nicht nur beim Spruchband des Beatus, sondern auch bei den Spruchbändern anderer Dogen, bis zu denjenigen der Renaissance, die ein klares, korrektes Latein aufweisen, vielfach in Form von Hexametern oder Distichen. Marin Sanudo, der die Spruchbänder vielfach zitiert, greift mehrfach grammatikalisch korrigierend ein, während das Spruchband des Andrea Dandolo besonders elegant formuliert: „Alta trivm probitas mihi qvarto svggerit instar qvi de Dandvlea prole fvere dvces“ – ein Verweis auf die Tatsache, dass die Dandolo allein vier Dogen gestellt hatten. Möglicherweise geht dieser Text auf den Großkanzler Benintendi de’ Ravegnani zurück, der auch das Geschichtswerk des Dandolo fortsetzte, vielleicht auf Francesco Petrarca selbst, der mit dem Dogen befreundet war.